# Тобіас Зіппель
Тобіас Зіппель (нім. Tobias Sippel, нар. 22 березня 1988, Бад-Дюркгайм) — німецький футболіст, воротар клубу «Боруссія» (Менхенгладбах).
Виступав також за клуб «Кайзерслаутерн», а також молодіжну збірну Німеччини.

## Клубна кар'єра
Народився 22 березня 1988 року в місті Бад-Дюркгайм. Починав займатися футболом у школі місцевого однойменного клубу, а 1998 року перейшов до академії «Кайзерслаутерна».
З 2006 року почав виступати за другу команду «Кайзерслаутерна», а наступного року дебютував за головну команду клубу. Із сезону 2009/10 став основним голкіпером команди і допоміг їй за результатами сезону підвищитися у класі до Бундесліги. Загалом за вісім сезонів, проведених у складі «Кайзерслаутерна» взяв участь у понад 200 матчів у рамках німецької першості.
26 травня 2015 року на правах вільного агента приєднався до «Боруссії» (Менхенгладбах), в якій став одним з дублерів Янна Зоммера.

## Виступи за збірну
2008 року залучався до складу молодіжної збірної Німеччини. На молодіжному рівні зіграв у 9 офіційних матчах. Наступного року був учасником молодіжного Євро-2009, на якому німецька молодь уперше стала континентальними чемпіонами, а сам Зіппель був лише одним з дублерів Мануеля Ноєра.

## Титули і досягнення
- Чемпіон Європи (U-21): 2009